# レッスルマニアVIII
レッスルマニアVIII（レッスルマニアエイト、WrestleMania VIII）は、1992年4月5日にアメリカ合衆国のプロレス団体WWE（当時はWWF）が開催した年間最大の興行およびPPVの名称である。

## 概要
レッスルマニアVIIIは、ダブルメインイベントをPPVの目玉に据えてプロモーションが展開された。まず、ランディ・サベージの妻であるエリザベス（実生活では既に離婚）と、ロイヤルランブルを制してWWF王座を獲得したリック・フレアーの不倫騒動の因縁試合。そしてホーガンの後継者として後押しされてきたシッドによる、ロイヤルランブルでの裏切り行為をきっかけとしたホーガンによる制裁マッチであった。ホーガンは、試合前からシッド戦を最後に引退をほのめかしていた為、マスコミからの注目も非常に高い試合となった。
- WWF王座戦が組まれた大会としては本大会がレッスルマニア初のノンタイトルのメイン戦となった。なお、この試合は映画界へ転身をはかっていたハルク・ホーガンの一時的な引退試合という位置づけでもあった[1]。

- オープニングではリーバ・マッキンタイアが "星条旗" を独唱。

- 当時のWWFの方針は「流血試合は無し」だったが、サベージとフレアーの試合がフレアーの大流血試合となってしまった。

- シェイン・マクマホンがTVデビューをしたPPVでもある。サベージの試合で舞台裏からセコンドに付くために走ってくるエリザベスを制しようとした役割、そして試合後のサベージを取り押さえ、落ち着かせる役割を果たした。

- 当初のカードはリージョン・オブ・ドゥーム（ホーク＆アニマル）がマネー・インクに挑戦するWWF世界タッグタイトルマッチだったが、ホークの試合停止処分の為、直前にナチュラル・ディザスターズ戦に切り替えられた。（数カ月後のサマースラムにおいて、当初カードは実現する）

## 結果
- ダーク・マッチ -Dark match-

○ザ・ブッシュワッカーズ (ブッチ・ミラー&ルーク・ウィリアムス) vs ビバリー・ブラザーズ (ボウ・ビバリー&ブレーク・ビバリー)●
- ○ショーン・マイケルズ (w / センセーショナル・シェリー) vs "エル・マタドール" ティト・サンタナ●

- ○ジ・アンダーテイカー (w / ポール・ベアラー) vs ジェイク "ザ・スネーク" ロバーツ●

- WWFインターコンチネンタル王座戦 -WWF Intercontinental Championship-

●"ラウディ" ロディ・パイパー (c) vs ブレット "ヒットマン" ハート○
- ○ビッグ・ボスマン&ハクソー・ジム・ドゥガン&サージェント・スローター&バージル vs ザ・マウンティー&リポマン&ナスティ・ボーイズ (ジェリー・サッグス&ブライアン・ノッブス) (w / ジミー・ハート)●

- WWF世界ヘビー級王座戦 -WWF Championship-

●"ネイチャーボーイ" リック・フレアー (c) (w / ミスター・パーフェクト) vs "マッチョマン" ランディ・サベージ (w / ミス・エリザベス)○
- ○タタンカ vs リック "ザ・モデル" マーテル●

- WWFタッグ王座戦 -WWF Tag Team Championship-

●マネー・インク ("ミリオンダラー・マン" テッド・デビアス&IRS) (c) (w / ジミー・ハート) vs ナチュラル・ディザスターズ (アースクエイク&タイフーン)○
カウントアウト裁定で王座移動せず
- ○"ザ・ロケット" オーエン・ハート vs スキナー●

- ○ハルク・ホーガン vs シッド・ジャスティス (w / ハービー・ウィップルマン)●

パパ・シャンゴの乱入でホーガンが反則勝ち